# Shavuot
Shavuot betyder "uger" på hebraisk og er en jødisk fest, som markerer, at det jødiske folk modtog Torah på Sinaibjerget. Festen falder syv uger efter pesach-festens 2. dag, deraf navnet. Tidspunktet falder samtidig med den kristne pinse.

## Love og traditioner
Der er tradition for at sidde og studere torah hele natten på shavuot. Desuden læser man ved toralæsningen om morgenen det stykke fra Torah, der handler om de 10 bud, eftersom det er det mest centrale i Torah.
Det er endvidere kutyme at spise mælkeprodukter på shavuot, da Torah er "sød som mælk og honning".
Shavuot ligger i den jødiske kalender på den 6. sivan, og den afslutter Omer-tællingen.